# 乌拉·基达奈·马哈雷特修道院

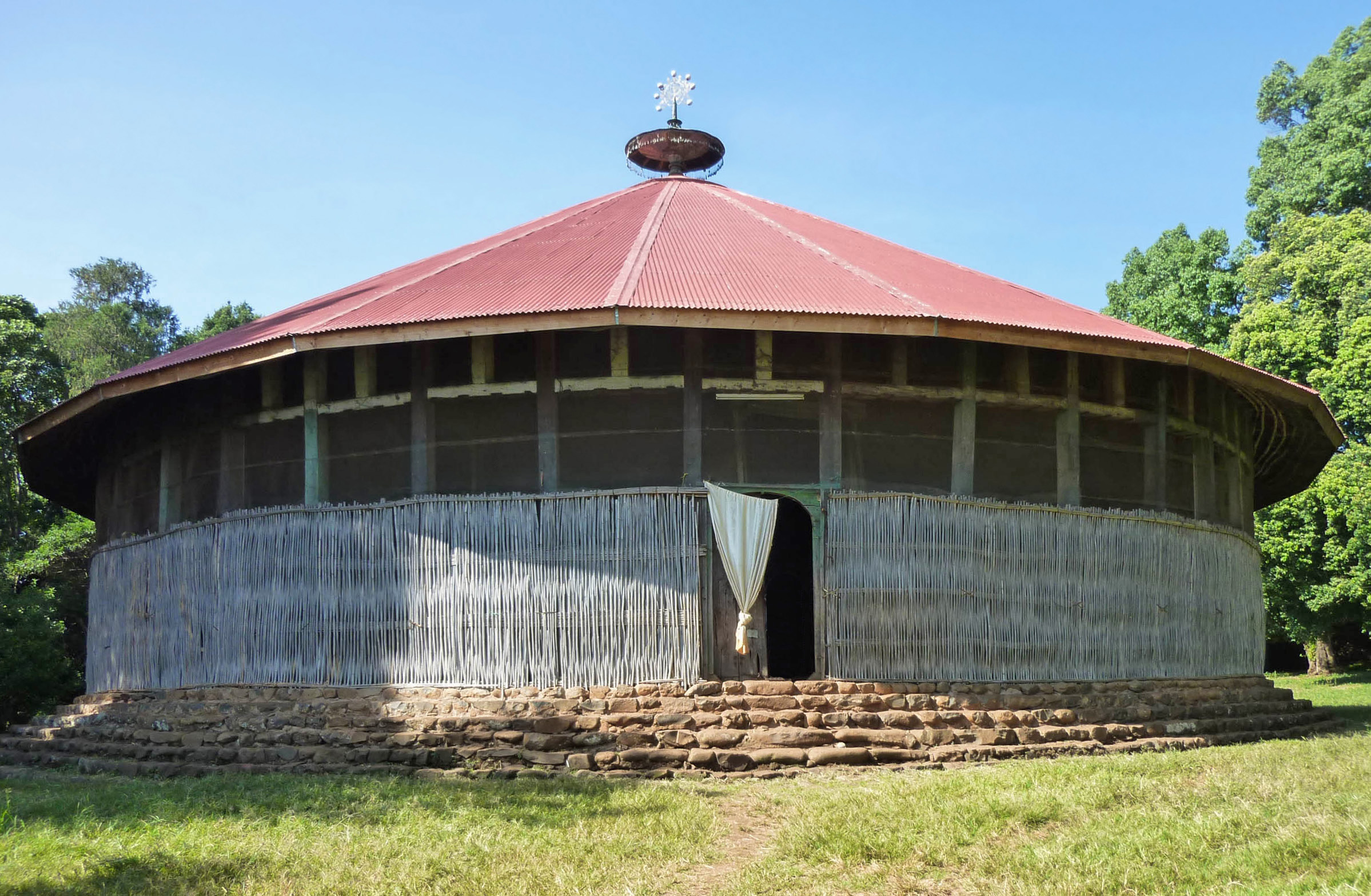
乌拉·基达奈·马哈雷特修道院

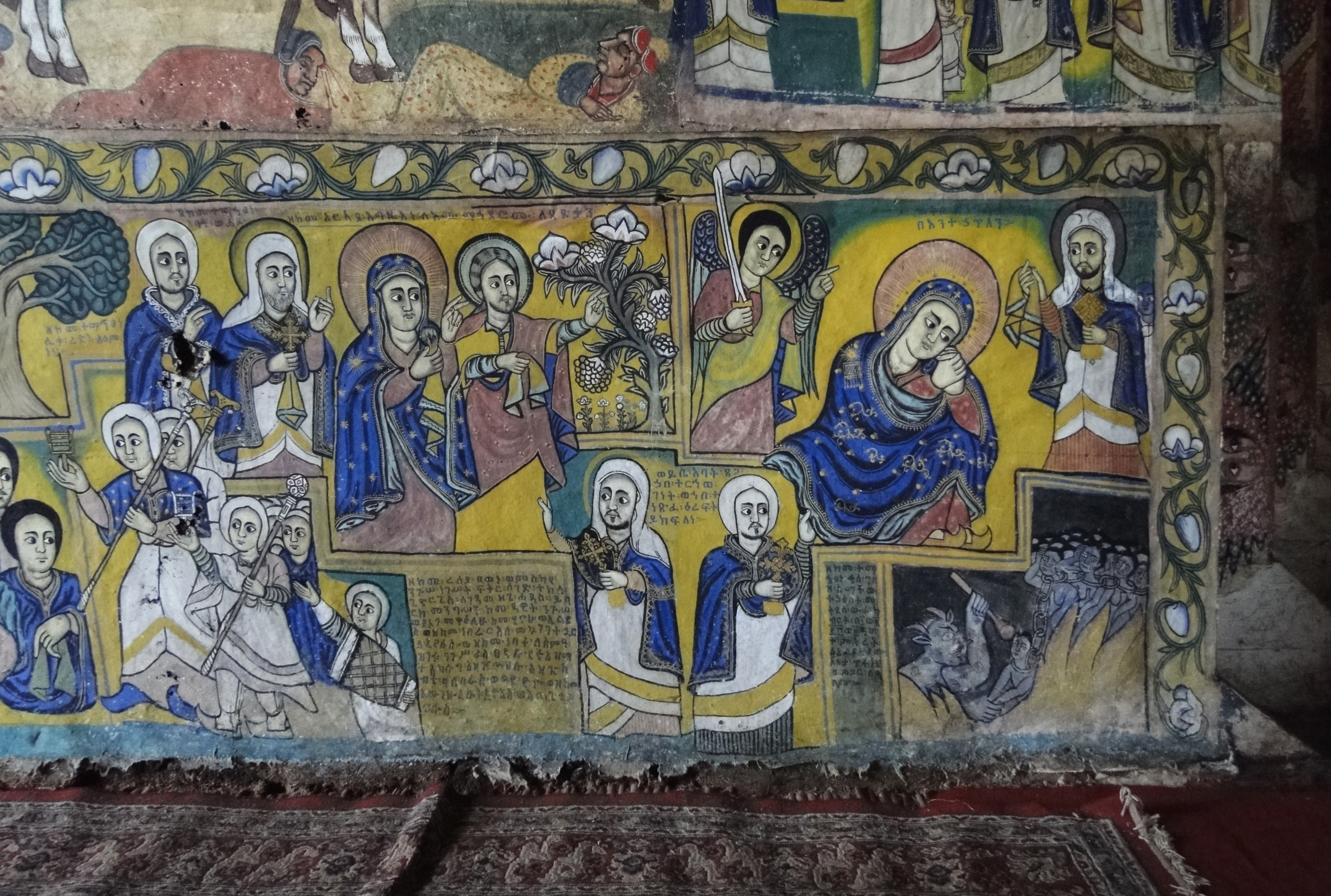
修道院內的繪畫

乌拉·基达奈·马哈雷特修道院（Ura Kidane Mehret）是埃塞俄比亚一座东正教教堂，位于埃塞俄比亚塔納湖周围的澤納半島。乌拉·基达奈·马哈雷特修道院始建於14世纪，但目前的圆形修道院是建成於16世纪。